# Giro di Romagna 1930
Il Giro di Romagna 1930, quindicesima edizione della corsa, si svolse il 31 agosto 1930 su un percorso di 194 km. La vittoria fu appannaggio dell'italiano Armando Zucchini, che completò il percorso in 6h16'00", precedendo i connazionali Decimo Dall'Arsina e Aleardo Simoni.
I corridori che tagliarono il traguardo di Villa San Martino furono 9.

## Ordine d'arrivo
| Pos. | Corridore          | Squadra | Tempo    |
| ---- | ------------------ | ------- | -------- |
| 1    | Armando Zucchini   | -       | 6h16'00" |
| 2    | Decimo Dall'Arsina | -       | s.t.     |
| 3    | Aleardo Simoni     | -       | s.t.     |
| 4    | Mario Cipriani     | -       | a 40"    |
| 5    | Pietro Mori        | -       | a 12'00" |
| 6    | Mafaldo Raffaelli  | -       | s.t.     |
| 7    | Mario Semprini     | -       | a 15'00" |
| 8    | Adolfo Martelli    | -       | a 20'00" |
| 9    | Eraldo Fornari     | -       | a 21'00" |